# Oscinella obscura
Oscinella obscura är en tvåvingeart som först beskrevs av Daniel William Coquillett 1900.  Oscinella obscura ingår i släktet Oscinella och familjen fritflugor. Inga underarter finns listade i Catalogue of Life.